# Конвелишки

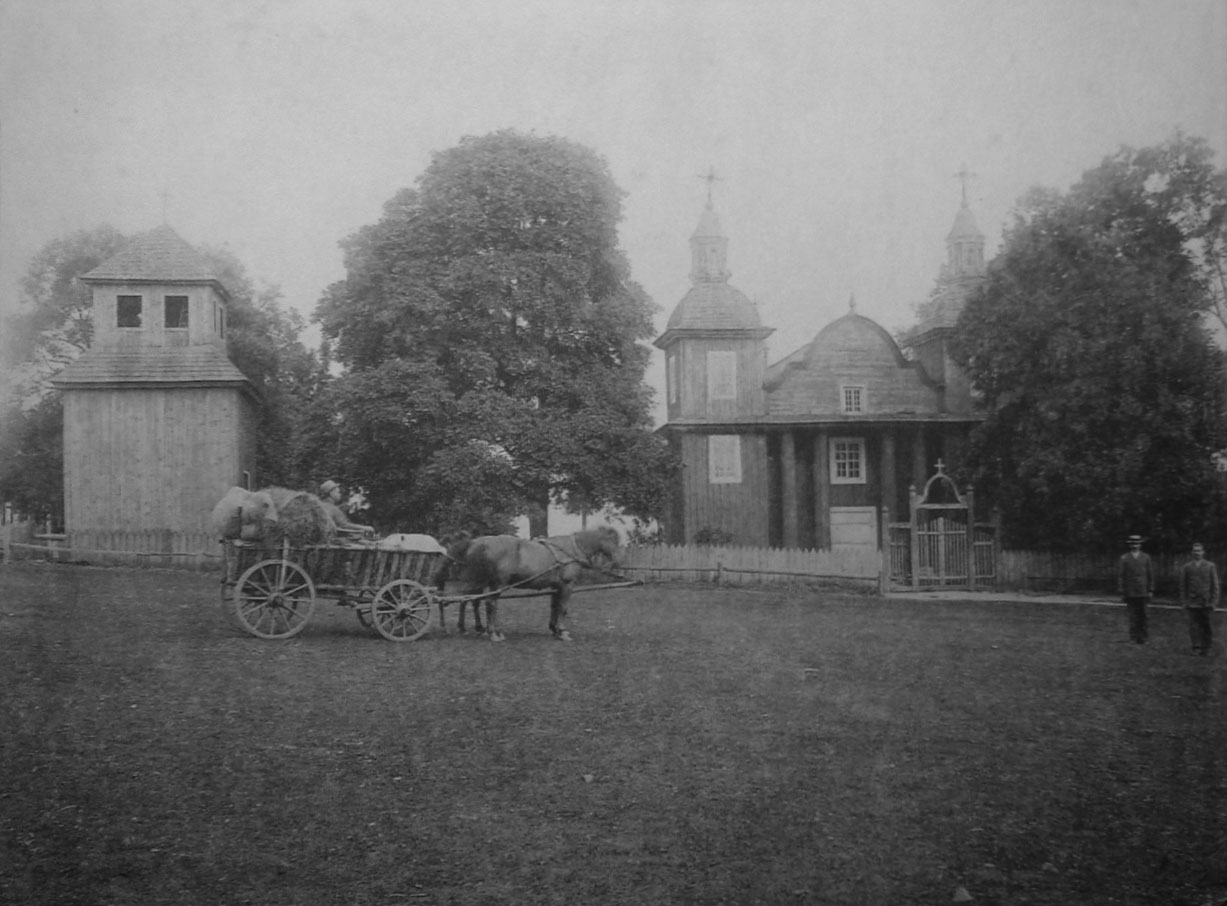
Старый католический храм Святого Николая (не сохр.). Фото начала XX века

Конвелишки (бел. Канвелішкі) — агрогородок в Вороновском районе Гродненской области Белоруссии. Административный центр Конвелишского сельсовета. Население 355 человек (2009).

## География
Посёлок расположен в 13 км к северо-востоку от райцентра Вороново. Ближайшая ж/д станция находится в посёлке Бенякони на линии Лида — Вильнюс в 7 км к северо-западу от деревни. В 2 км от посёлка протекает река Жижма. В 5 км к западу проходит граница с Литвой, Конвелишки находятся в приграничной зоне Республики Беларусь.

## История
В письменных источниках Конвелишки впервые упоминаются во второй половине XVII века, как Калвелишки, имение рода Прожмовских. Согласно административно-территориальной реформе середины XVI века поселение вошло в состав Ошмянского повета Виленского воеводства.
В XVIII веке Конвелишки принадлежали роду Хрептовичей, в 1786 году поместье перешло к Янковским. В конце XVIII века в деревне сооружена католическая часовня.
В результате третьего раздела Речи Посполитой (1795) Конвелишки оказались в составе Российской империи, где были в составе Ошмянского уезда. В 1808 году здесь был основан католический приход, в то же время владельцы поместья Янковские возвели деревянный костёл Святого Николая. Около 1850 года Конвелишки стали собственностью Уместовских. В 1880-е в здесь действовали костёл и еврейский молитвенный дом, работали 4 магазина, корчма и пивоварня.
В 1920 году Конвелишки оказались в составе Срединной Литвы, в 1922—1939 годах были в составе межвоенной Польской Республики, где стали принадлежать Ошмянскому повету Виленского воеводства. С 1916 по 1925 год с перерывами шло возведение нового деревянного костёла Сердца Иисуса вместо старого храма св. Николая.
С 1939 года в составе БССР, с 1940 года — центр сельсовета Вороновского района. Во время Великой Отечественной войны находились под немецкой оккупацией. Большинство евреев из Конвелишек было убито в Вороновском гетто.
В 1971 году здесь было 170 жителей и 55 дворов, в 1997 году 457 жителей и 145 дворов. В 2009—355 жителей.

## Культура
- Историко-краеведческий музей (1996 г.)

## Достопримечательности
- Католический храм Сердца Иисуса, памятник деревянного зодчества, 1916—1925 год — Историко-культурная ценность Беларуси, код 412Г000691
- Старое католическое кладбище

#### Утраченные достопримечательности
- Костел Святого Николая (1808)